# 九龍巴士282線
九龍巴士282線是香港新界沙田區的一條循環巴士路線，來往沙田市中心及新田圍邨。

## 歷史
本路線開辦前，新田圍邨居民除了可以乘搭81K（經沙角邨）來往沙田市中心及新田圍外，亦可以乘搭一條由新田圍邨各座互委會開辦的康樂車，該線初期使用一輛豐田Coaster 24座位小巴及一輛三菱Rosa 23座位小巴行走，由新田圍巴士總站開出經獅子橋、沙田正街，再轉入擔杆莆街返回原有路線，由於上述行車路線能令來往新田圍及沙田市中心之時間縮短至大約5-8分鐘，故此大受歡迎，而康樂車後來因某種原因而取消。
- 1991年5月1日：81K增設早上特別班次（1996年11月1日起改稱81S），以循環線運作，來往新田圍邨及沙田市中心（不經沙角邨）。
- 1992年8月1日：增設由沙田市中心來往新田圍邨的循環線，於81K特別班次服務時段以外行走，編號為282，於平日11:12-15:48及21:12-23:00提供服務，用2輛豐田Coaster 24座位小巴行走。
- 1992年11月16日：擴展至每天服務，但平日仍然是約10:48至近午夜提供服務，假日則全日行走。
- 1996年：改派雙層空調巴士行走。
- 1998年7月23日：本路線完全取代81S，擴展至每天清晨至午夜行走。
- 2015年9月5日：增設到站時間預報。[1]
- 2018年6月25日：本路線與280X及287X，實施八達通卡轉乘優惠。[2]
- 2018年7月3日：提早頭班車時間至06:00[3]。

## 服務時間及班次
| 沙田市中心開     | 沙田市中心開 | 沙田市中心開 |
| 日期             | 服務時間     | 班次（分鐘） |
| ---------------- | ------------ | ------------ |
| 星期一至五       | 06:00-06:30  | 15           |
| 星期一至五       | 06:30-07:00  | 10           |
| 星期一至五       | 07:00-07:45  | 7/8          |
| 星期一至五       | 07:45-08:05  | 10           |
| 星期一至五       | 08:05-16:05  | 12           |
| 星期一至五       | 16:05-19:05  | 10           |
| 星期一至五       | 19:05-20:05  | 12           |
| 星期一至五       | 20:05-22:20  | 15           |
| 星期一至五       | 22:20-00:00  | 20           |
| 星期六           | 06:00-08:15  | 15           |
| 星期六           | 08:15-14:05  | 10           |
| 星期六           | 14:05-16:05  | 12           |
| 星期六           | 16:05-19:05  | 10           |
| 星期六           | 19:05-21:05  | 12           |
| 星期六           | 21:05-22:20  | 15           |
| 星期六           | 22:20-00:00  | 20           |
| 星期日及公眾假期 | 06:00-07:20  | 20           |
| 星期日及公眾假期 | 07:20-08:35  | 15           |
| 星期日及公眾假期 | 08:35-15:35  | 12           |
| 星期日及公眾假期 | 15:35-19:05  | 10           |
| 星期日及公眾假期 | 19:05-21:05  | 12           |
| 星期日及公眾假期 | 21:05-22:20  | 15           |
| 星期日及公眾假期 | 22:20-00:00  | 20           |

## 收費
全程：$4.3
| - 本線設有12歲以下小童及65歲或以上長者半價優惠。 - 65歲或以上香港居民使用「樂悠咭」，以及12歲以下合資格殘疾兒童使用「殘疾人士身份」個人八達通繳付車資，均可享有每程$2.0或半價（以較低者為準）的票價優惠；12至64歲合資格殘疾人士使用「殘疾人士身份」個人八達通（包括「樂悠咭」），以及60至64歲香港居民使用「樂悠咭」繳付車資，均可享有每程$2.0或全費（以較低者為準）的票價優惠。 - 65歲或以上長者如使用長者或一般個人八達通繳付車資，則只可享有半價優惠；12至64歲合資格殘疾人士如不使用「殘疾人士身份」個人八達通，以及60至64歲人士如不使用「樂悠咭」繳付車資，必須繳付全費。 - 乘客可以現金或八達通於上車時付款，不設找續。 - 每位成人乘客可免費攜帶最多兩名4歲以下而不佔座位的兒童乘客乘車，超額之4歲以下小童必須繳付小童車費乘車。 - 持有「九巴月票」之乘客在車票有效期內，每日可享最多10程任何九龍巴士及龍運巴士路線（包括本路線，以及聯營路線的九龍巴士／龍運巴士提供的班次；惟乘搭機場「A」及「NA」線則可享原價二七折優惠（不會計算每天10次合資格車程））；而B1線則每日可享最多各2程（不會計算每天10次合資格車程）。 - 九龍巴士、城巴、龍運巴士及陽光巴士全職員工及家屬（不包括外判職員）可免費乘搭本路線，惟必須拍職員或職員家屬八達通。 - 乘客亦可透過多元化電子支付系統（e度嘟）繳付車資，包括使用非接觸式VISA卡、JCB卡、萬事達卡、銀聯卡、美國運通、大來國際、Discover Card、Apple Pay、Google Pay、Samsung Pay、AlipayHK「易乘碼」、支付寶、WeChatHK／微信支付「搭車碼」、銀聯雲閃付「乘車碼」及BOC Pay「乘車碼」。乘客使用此付款方式，使用此支付方式的乘客可享有中途下車之分段收費，以及與其他九巴／龍運獨營路線或聯營線九巴／龍運班次之轉乘優惠，惟不適用於與非九巴／龍運路線之轉乘優惠，亦不能享有「公共交通費用補貼計劃」及「長者及合資格殘疾人士公共交通票價優惠計劃」。 |

### 八達通轉乘優惠
乘客登上本線後150分鐘內以同一張八達通卡轉乘以下路線，或從以下路線登車後150分鐘內以同一張八達通卡轉乘本線，次程可獲車資折扣優惠：
282←→城門隧道及九龍市區路線
- 282往沙田市中心 → 47X、48X、49X、81、88、89或249X往九龍／荃灣／葵青，次程可獲$4.2折扣優惠
- 47X、48X、49X、81、88、89或249X往沙田 → 282往新田圍，次程車資全免

282←→280X、287X
- 282往沙田市中心 → 280X或287X往九龍，次程可獲$4.2折扣優惠
- 280X或287X往沙田 → 282往新田圍，次程車資全免

## 使用車輛
1990年代至千禧年代初以空調利蘭奧林比安和富豪奧林比安11米為主。
此路線獲派4輛Enviro500 12米（2輛ATEU、2輛ATEE）雙層巴士作掛牌車，亦有來自170、283及982X線之柯打，此路線間中會有BED之柯打車，均屬沙田車廠。
| 車隊編號 | 車牌   |
| -------- | ------ |
| ATEE15   | PZ7872 |
| ATEE41   | PZ9855 |
| ATEU26   | PV727  |
| ATEU29   | PV9869 |

## 行車路線

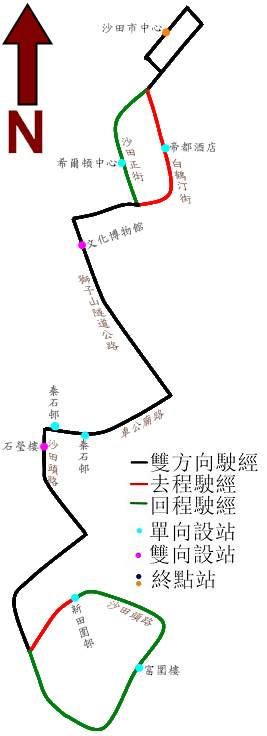
此線的走線圖

經：沙田正街、白鶴汀街、沙田正街、獅子山隧道公路、車公廟路、沙田頭路、新田圍邨通道、沙田頭路、車公廟路、獅子山隧道公路及沙田正街。
具體停站請參考資訊框。

## 使用狀況
由於81K線需繞經乙明邨、沙角邨及沙田圍才到達沙田市中心，本線定線較為直接，加上新田圍邨的對外交通十分缺乏，居民極為依賴此路線，因此本線客量甚高。但同時由於其路程短，在繁忙時間經常出現假頂閘情況。

## 外部連結
- 九龍282線官方網站路線資料 （页面存档备份，存于）
- 九巴282線詳細時間表 （页面存档备份，存于）
- KMB Air-conditioned Route 九巴空調路線282-681巴士總站 （页面存档备份，存于）